# 袖山誠一
袖山 誠一（そでやま せいいち、1950年3月23日 – ）は、日本のレーシングドライバーで、ドライビング・エキスパート組織AADの代表。

## 概歴
東京都出身。血液型はO型。1971年、富士フレッシュマンレースにてレースデビュー。その後、プロのレーシングドライバーとして数々のレースに参戦。全日本ツーリングカー選手権（グループA）やジャパン・スーパースポーツ・セダンレース（JSS）などのシリーズではシリーズチャンピオンになり、1993年から2002年まで全日本GT選手権に参戦していた。

## 代表的なレース業績
- 1984年
  - RRC富士F2チャンピオンズレース（HKS東名ワールド通産シルビア）（決勝6位）
  - 富士インター200マイルレース（HKS東名ワールド通商シルビア）（決勝5位）
  - グランナショナルストックカーレース（JSS）（HKS東名ワールド通商シルビア）（決勝3位）
- 1985年
  - 富士300キロスピードレース（JSS）（ジャパン三陽HKSシルビア）（決勝3位）
  - 全日本ツーリングカー選手権レース第1戦（オオツカ東名ニッサンシルビア）（決勝3位）
  - 富士グラン250キロレース（JSS）（ジャパン三陽HKSシルビア）（決勝3位）
  - レース・ド・ニッポン筑波（JSS）（HKS東名シルビア）（決勝2位）
  - RRC筑波チャンピオンズレース第1戦（JSS）（ジャパン三洋HKSシルビア）（決勝3位）
  - 全日本富士500mileレース（JSS）（TOMEIニッサンシルビア）（決勝2位）
  - RRC富士F2チャンピオンズレース（JSS）（TOMEI ニッサンシルビア）（決勝3位）
  - RRC筑波チャンピオンズレース最終戦（JSS）（ジャパン三陽シルビアターボ）（決勝2位）
- 1986年
  - 富士スーパースピードレース（JSS）（TOMEI・シルビアターボ）（優勝）
  - 富士マスターズスピードレース（JSS）（TOMEIシルビアターボ）（決勝3位）
- 1987年 - インターナショナル鈴鹿500km自動車レース（BA-TSU・ダッカムスマツダ）（決勝9位）
- 1988年
  - レース・ド・ニッポン（9M505・サンロード・M3）（決勝9位）
  - SUGOグループA 300km選手権レース大会（M505・サンロード・M3）（決勝13位）
- 1990年
  - 富士F3スプリング選手権レース（JSS）（RS中春 シルビア）（決勝6位）
  - 筑波チャレンヂカップレース第2戦（JSS）（RS中春 シルビア）（決勝3位）
- 1991年
  - 筑波チャレンヂカップレース第5戦（JSS）（中春スカイライン）（決勝6位）
  - ナイター9時間&3時間耐久レース N1（レッツオ・トランピオ・シビック）（決勝2位）
  - 日本信販スーパーカップRd.3 FUJI CHAMPIONS（JSS）（WAKO中春スカイライン）（決勝4位）
  - 日本信販スーパーカップRd.5 FUJI FINAL（JSS）（WAKO中春スカイライン）（決勝5位）
- 1992年
  - 日本信販ニコスカップRd.3 FUJI CHAMPIONS（JSS）（松井組・中春スカイライン）（優勝）
  - 日本信販ニコスカップRd.5 FUJI FINAL（JSS）（松井組・中春スカイライン）（決勝2位）
- 1993年
  - IMSA GTチャレンジ（ワコーRS中春スカイライン）（決勝3位）
  - 富士ツーリングカー6時間レース（ワコー中春スカイライン）（決勝2位）
  - RRC FUJI CHAMPIONS（JSS）（ワコー中春スカイライン）（優勝）
  - F3000富士ファイナル（ADVAN中春スカイライン）（決勝2位）
- 1994年
  - 全日本富士GTレース大会 JGTC 富士スピードウェイ コクピット館林GT-R（決勝2位）
  - ハイランドGT&F3選手権レース JGTC 仙台ハイランドレースウェイ コクピット館林GT-R（決勝4位）
  - JAPAN SPECIAL GT-CUP JGTC 富士スピードウェイ コクピット館林GT-R（決勝5位）
  - SUGO GT&F3選手権レース JGTC SUGOインターナショナルレーシングコース コクピット館林GT-R（決勝5位）
  - 三洋信販カップグランドツーリングカー耐久レース JGTC MINE コクピット館林GT-R（決勝6位）
- 1995年 - 第2回 NICOS CUP 十勝24時間レース（ナインテンポルシェ）（決勝5位）
- 1996年
  - 第3回 NICOS CUP 十勝24時間レース（ナインテンポルシェ）（決勝6位）
  - NICOS CUP GT オールスター戦（ナインテンポルシェ）（決勝9位）
- 1997年
  - 鈴鹿GT300km（ナインテンポルシェ）（決勝15位）
  - 全日本富士GTレース大会（ナインテンポルシェ）（決勝16位）
  - JAPAN SPECIAL GT CUP（ナインテンポルシェ）（決勝17位）
  - FIA GT選手権シリーズ第7戦　ポッカ1,000km（ポルシェ911 GT2）（決勝17位）
  - CP MINE GT RACE（ナインテンポルシェ）（決勝26位）
  - NICOS CUP GT オールスター戦（ナインテンポルシェ）（決勝13位）
  - NICOS CUP GT オールスター戦（ナインテンポルシェ）（決勝12位）
- 1998年
  - SUZUKA GT 300km（コブラポルシェ）（決勝11位）
  - Super N1 500km RACE スーパー耐久（KテックDL・WMトムスMR2）（決勝13位）
  - 第5回　十勝24時間レース スーパー耐久（ダッカムスAPGポルシェ）（決勝2位）
- 1999年 - 第28回インターナショナルポッカ1,000km（STP※ススキレーシングGTR）（決勝9位）
- 2000年
  - CP MINE 500km RACE スーパー耐久（RSオガワADVANランサー）（決勝7位）
  - 第29回インターナショナルポッカ1,000km（ススキレーシングGT-R）（決勝9位）
  - Super TEC スーパー耐久（RSオガワADVANランサー）（決勝6位）
- 2001年 - 第8回十勝24時間レース（PCJアドバンみんと964）（クラス2位）
- 2002年 - 第9回十勝24時間レース（PCJアドバンみんと964）（決勝3位）
- 2003年 - スーパー耐久・鈴鹿300マイル（クムホ・エクスタ S2000）（決勝29位）
- 2004年 - 第33回インターナショナルポッカ1,000km（Tomei Sport GT3R ADVAN）（決勝10位）

### 全日本ツーリングカー選手権
| 年     | 所属チーム         | 使用車両         | クラス | 1       | 2     | 3     | 4       | 5       | 6       | 7   | 8     | 順位 | ポイント |
| ------ | ------------------ | ---------------- | ------ | ------- | ----- | ----- | ------- | ------- | ------- | --- | ----- | ---- | -------- |
| 1985年 |                    | 日産・シルビア   | DIV.2  | SUG 1   |       |       |         |         |         |     |       |      |          |
| 1985年 | 日産・スカイライン | DIV.3            |        | TSU 4   | NIS 4 | SUZ 4 | FSW Ret |         |         |     |       |      |          |
| 1986年 | 日産・スカイライン |                  | DIV.3  | NIS Ret | SUG   | TSU 5 | SEN 5   | FSW Ret | SUZ 5   |     |       |      |          |
| 1988年 |                    | BMW・M3          | JTC-2  | SUZ     | NIS   | SEN 3 | TSU 2   | SUG 5   | FSW     |     |       |      |          |
| 1990年 | Racing Forum       | ホンダ・シビック | JTC-3  | NIS     | SUG   | SUZ   | TSU     | SEN     | FSW Ret |     |       |      |          |
| 1992年 | IPF Wako's         | BMW・M3          | JTC-2  | TAI     | AUT   | SUG   | SUZ     | MIN     | TSU     | SEN | FSW 3 |      |          |

### 全日本GT選手権
| 年     | チーム                 | 使用車両               | クラス | 1     | 2       | 3     | 4     | 5       | 6       | 7       | 8   | 順位 | ポイント |
| ------ | ---------------------- | ---------------------- | ------ | ----- | ------- | ----- | ----- | ------- | ------- | ------- | --- | ---- | -------- |
| 1994年 | RACING TEAM 中春       | 日産・スカイラインGT-R | GT1    | FSW 2 | SEN 4   | FSW 5 | SUG 5 | MIN 6   |         |         |     | 3位  | 47       |
| 1995年 | S2 BRAIN               | ポルシェ・911          | GT2    | SUZ   | FSW Ret | SEN 8 | FSW   |         |         |         |     | 17位 | 15       |
| 1995年 | コブラレーシング       | ポルシェ・911          | GT2    |       |         |       |       | SUG 1   | MIN 3   |         |     | 17位 | 15       |
| 1996年 | 910 RACING             | ポルシェ・911 RSR      | GT300  | SUZ   | FSW 1   | SEN 4 | MIN 1 | SUG 2   | MIN Ret |         |     | 2位  | 65       |
| 1997年 | 910 RACING             | ポルシェ・911 RSR      | GT300  | SUZ 2 | FSW 8   | SEN 4 | FSW 4 | MIN 12  | SUG 12  |         |     | 6位  | 38       |
| 1998年 | コブラレーシングチーム | ポルシェ・911          | GT300  | SUZ 2 | FSW     | SEN   | FSW   | TRM     | MIN     |         |     | 16位 | 15       |
| 1998年 | YELLOW MAGIC           | フェラーリ・F355       | GT300  |       |         |       |       |         |         | SUG Ret |     | 16位 | 15       |
| 1999年 | I.A.Tec Racing Team    | 日産・シルビア         | GT300  | SUZ   | FSW Ret | SUG   | MIN   | FSW DNQ | TAI     | TRM     |     | NC   | 0        |
| 2000年 | AUTO STAFF RACING      | 日産・シルビア         | GT300  | TRM   | FSW Ret | SUG 8 | FSW 8 | TAI 15  | MIN 11  | SUZ 11  |     | 22位 | 6        |
| 2002年 | TEAM GAIKOKUYA         | ポルシェ・911 GT3R     | GT300  | TAI   | FSW     | SUG   | SEP   | FSW     | TRM 15  | MIN     | SUZ | NC   | 0        |

## ドライビングスクール
袖山が運営するドライビングスクール「SODドライビング・スキルアップ・スクール」では、サーキット走行のレッスンの他に、公道走行のためのレッスンもある。